# Carl Happel
Pour les articles homonymes, voir Happel.
Carl Happel (écrit parfois Karl Happel), né le 2 août 1819 à Heidelberg et mort le 7 mars 1914 à Stuttgart, est un artiste peintre allemand, qui a fait carrière d'abord en tant que peintre de genre puis en France à la Belle Époque comme illustrateur sous le nom de « Carl-Hap ». Totalement inconnue, sa « carrière de caricaturiste » n'a été découverte que longtemps après sa mort.

## Biographie

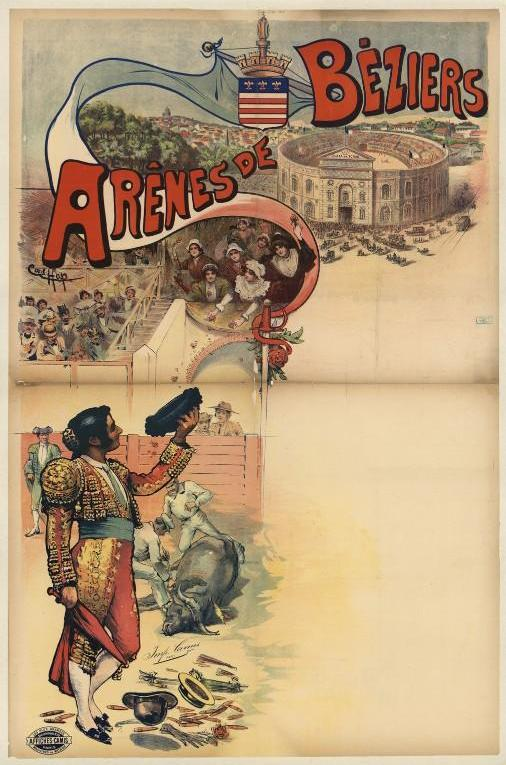
Affiche de 1897 pour les arènes de Béziers.

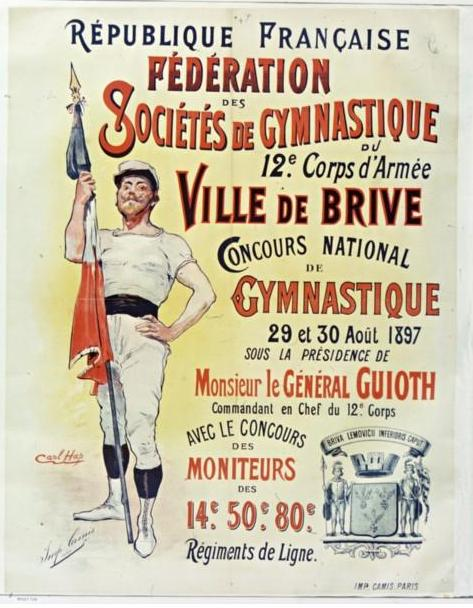
Affiche de 1897 pour un concours à Brive-la-Gaillarde.

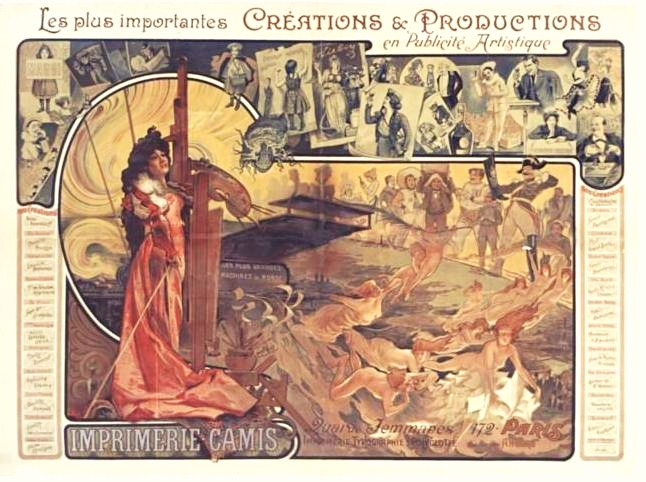
Affiche de 1900 pour l'Imprimerie Camis (Paris).

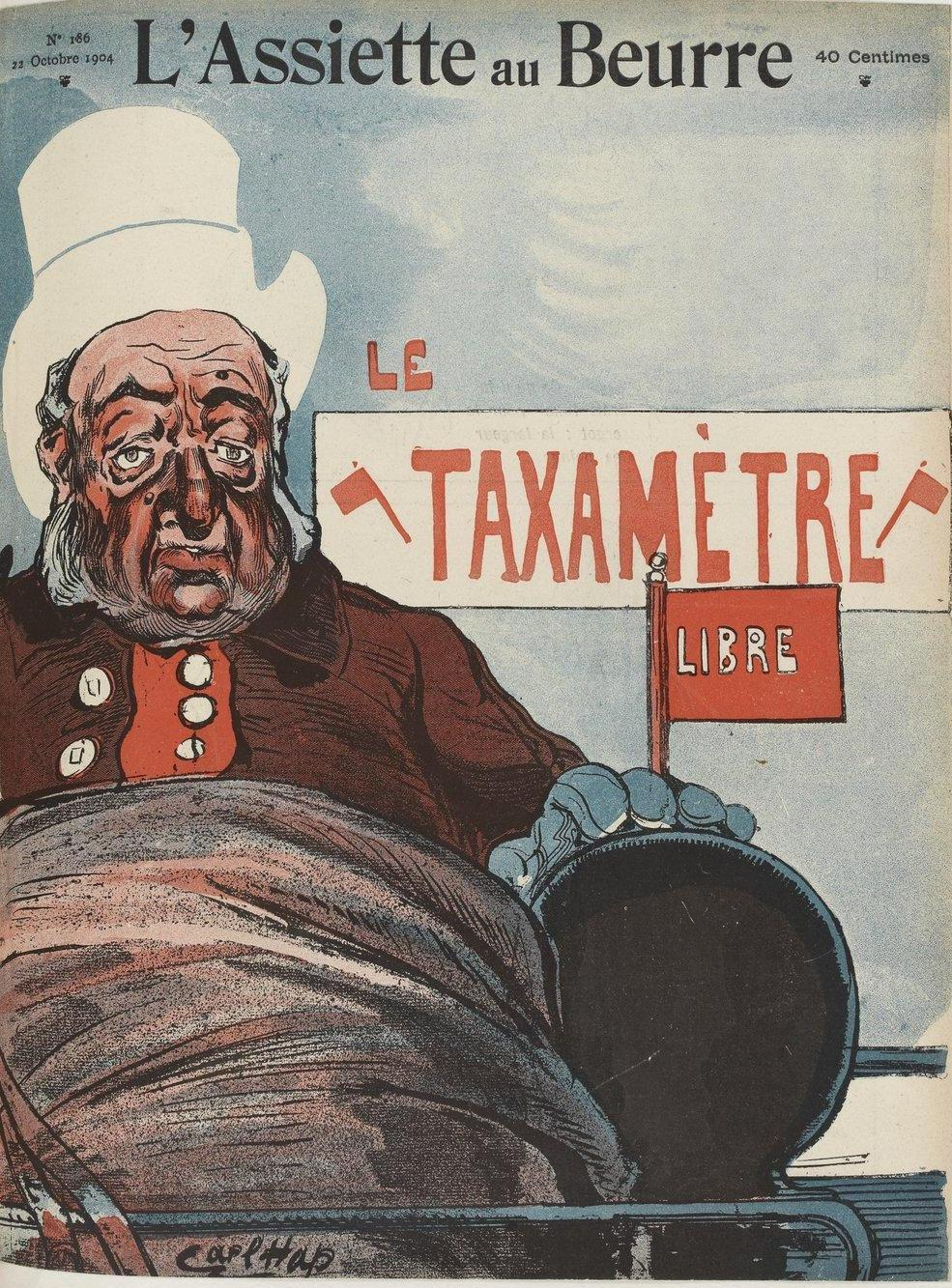
L'Assiette au beurre du 22 octobre 1904 conçu par Carl Hap.

Actif jusqu'en 1913, Carl Happel a embrassé tous les grands styles du XIXe siècle : le romantisme, la peinture de genre et de paysage, les débuts de l'impressionnisme, et enfin l'Art nouveau du Gai Paris. Ce « monstre plasticien » a longtemps laissé incrédules les rares biographes qui s'étaient penchés sur sa palette ; ils le croyaient d'abord mort en 1867, puis en 1909, etc., sans jamais soupçonner la nature des vingt dernières années de son existence.
Carl est le fils d'Anna Eva Müller et de Johann Heinrich Happel, un riche teinturier originaire de Heidelberg. Il a un jeune frère, J. Theodor Happel (1823-1909), qui fit fructifier les affaires de son père et devint rentier, amassant une collection d’œuvres dont il fit don à sa ville de naissance.
Carl reçoit d'abord un enseignement très classique dans l'atelier de Jakob Götzenberger sans doute à Manheim au début des années 1840. Il part ensuite à Rome, accomplissant le voyage romantique par excellence, trouvant même à être employé dans la Ville Éternelle.
Au lieu de revenir en Allemagne, il passe par la France et choisit de compléter sa formation à Paris dans les années 1847-1850, fréquentant les ateliers d'artistes enseignant à l'École des beaux-arts comme le peintre d'histoire Paul Delaroche puis Charles Gleyre. Formé par des élèves de Delacroix, Carl se lie bientôt d'amitié avec Spitzweg (pendant un temps caricaturiste) qui voyage comme lui à pied à travers toute la région parisienne. Le duo d'amis finit par retourner en Allemagne, à Munich : Happer est alors très actif dans ce qui deviendra le mouvement Biedermeier.
En 1860, alors que Spitzweg abandonne peu à peu les voyages, Carl décide de tenter sa chance aux États-Unis où il resta jusqu'en 1867, immortalisant des paysages de grands espaces et des portraits d'Amérindiens, devenant sans doute l'un des premiers peintres allemands à traverser l'Ouest américain. Par la suite, il retourne à Munich où il réside quelques années.
En 1898, via sa famille, il fait un important don financier « pour la cause de la chasse aux étoiles », destiné à la construction du futur observatoire du Königstuhl situé près de Heidelberg. En 1905, Max Wolf découvre l’astéroïde 578RZ qui est nommé « Happelia » en son honneur. En 1957, une partie du campus de l'université de Heidelberg consacré à l'astronomie est renommée « Happel-Laboratorium für Strahlenmessung ».
La seconde partie de la vie d'Happel ne fut découverte que récemment et elle est très surprenante : sans doute lassé d'être cantonné à de la peinture de genre et se sentant menacé par l'ennui que lui promettait une vie de rentier (ses parents lui avaient laissé une grande fortune), Carl vient s'installer à Paris à la fin des années 1880 dans le quartier de Montmartre où il se fait désormais appeler « Carl Hap », du moins est-ce ainsi qu'il signe tous ses travaux : des affiches d'abord puis surtout des dessins à la fois érotiques, satiriques et politiques, que lui commandent d'abord la revue La Caricature (dès 1892) puis c'est Rodolphe Salis qui le publie, en plus de diriger le cabaret Le Chat noir, dans son périodique éponyme (1894). Il signe pour La Vie parisienne, Le Rire, Fin de Siècle, Le Monde comique, Beautés de Paris, Le Frou-frou et enfin L'Assiette au beurre où il coordonne un numéro spécial sur « le taxamètre » !
En 1909, à la mort de son frère, il s'arrange pour faire croire que celui-ci lègue à la ville de Heidelberg ses propres tableaux et dessins. Puis il retourne mourir tranquillement à Stuttgart où il a l'élégance, à 94 ans, de disparaître quelques mois avant la Grande Boucherie.
Sa tombe se trouve au cimetière Bergfriedhof de Heidelberg.

## Œuvre (sélection)

### Affiches
- Arènes de Béziers, Impr. Camis, 1897
- République française. Fédération des sociétés de gymnastique du 12e Corps d'Armée. Ville de Brive Concours national de gymnastique, Impr. Camis, 1897
- Les plus importantes créations & productions en publicité artistique, Impr. Camis, Paris, 1900
- Grand Cherry-Brandy Cointreau Lacets d'or, s.d.